# Конференция латинских епископов арабского региона
Конференция латинских епископов арабского региона (фр. Conférence des Latins Bishop's dans les Arabes Regions, CELRA., лат. Conferentia Episcoporum Latinorum Regionum Arabicarum, араб. مجلس الأساقفة اللاتين في البلدان العربية‎) — коллегиальный орган церковно-административного управления Римско-Католической церкви, объединяющий церковную иерархию Бахрейна, Джибути, Египта, Израиля, Иордании, Ирака, Йемена, Катара, Кипра, Кувейта, Ливана, Объединённых Арабских Эмиратов, Омана, Палестины, Саудовской Аравии, Сирии и Сомали. Конференция латинских епископов арабского региона осуществляет определённые пастырские функции, направленные для решения литургических, дисциплинарных и иных вопросов, свойственных католической общине арабоязычных государств, Кипра и Израиля. Высшим органом Конференции является общее собрание епископов и архиепископов. Решения Конференции латинских епископом арабского региона утверждаются Римским папой.

## История
Конференция латинских епископов арабского региона была создана в 1967 году совместным декретом Конгрегация евангелизации народов и Конгрегации по делам Восточных церквей. 23 августа 1986 года Святой Престол утвердил Устав Конференции латинских епископов арабского региона.

## Участники конференции
| Епархии                                      | Государства                               |
| -------------------------------------------- | ----------------------------------------- |
| Латинский Патриархат Иерусалима              | Израиль, Иордания, Кипр, Палестина        |
| Архиепархия Багдада                          | Ирак                                      |
| Епархия Джибути                              | Джибути                                   |
| Епархия Могадишо                             | Сомали                                    |
| Апостольский викариат Бейрута                | Ливан                                     |
| Апостольский викариат Александрии Египетской | Египет                                    |
| Апостольский викариат Алеппо                 | Сирия                                     |
| Апостольский викариат Южной Аравии           | ОАЭ, Оман, Йемен                          |
| Апостольский викариат Северной Аравии        | Саудовская Аравия, Бахрейн, Кувейт, Катар |

## Президенты конференции
- патриарх Альберто Гори — (1965 — 25 ноября 1970);
- патриарх Джакомо Джузеппе Бельтритти — (25 ноября 1970 — 11 декабря 1987);
- патриарх Мишель Саббах — (11 декабря 1987 — 21 июня 2008);
- патриарх Фуад Туаль — (21 июня 2008 — 24 июня 2016);
  - архиепископ Джузеппе Ладзаротто — (июль 2016 — 13 февраля 2017, регент);
  - архиепископ Пьербаттиста Пиццабалла — (13 февраля 2017 — по настоящее время — викарий-вице-президент).

## Источник
- Annuario Pontificio, Libreria Editrice Vaticana, Città del Vaticano, 2003, ISBN 88-209-7422-3